# Сергей Балтача
Сергей Балтача (на украински: Сергій Балтача; на руски: Сергей Балтача) е украински съветски футболист и треньор. Почетен майстор на спорта на СССР (1986). Носител на Орден за заслуги, III степен (2016).

## Кариера
Роден е на 17 февруари 1958 г. в Жданов, Украинска ССР. Играейки за Динамо Киев, четири пъти печели шампионата на СССР и Купата на СССР. Сергей Балтача също е носител на Купа на носителите на купи 1985/86.
За националния отбор на СССР има 45 мача и 2 гола. Играе в 2 мача за олимпийския отбор на СССР.
В края на 1988 г. става един от първите съветски футболисти, трансферирани във Великобритания. 20 000 лири за него плаща английския футболен клуб Ипсуич Таун.
След края на кариерата си работи в Украйна като помощник в ЦСКА Борисфен между 1995 – 1998 г. След завръщането си в Шотландия, работи като помощник-треньор в Сент Мирън (1998 – 1999).
През 2001 г. става треньор в академията на Чарлтън Атлетик. За определен период от време работи и за Челси, а през 2012 г. се завръща в Чарлтън Атлетик.

## Личен живот
Има син и дъщеря, които също са спортисти – Сергей и Елена.

## Отличия

### Отборни
Динамо Киев
- Съветска Висша лига: 1980, 1981, 1985, 1986
- Купа на СССР по футбол: 1978, 1982, 1985, 1987
- Купа на носителите на купи: 1986